# 迪雲·梅巴馬
迪雲·薩庫·梅巴馬（Divin Mubama） (2004年10月25日—) 是一名英格蘭職業足球員，現被英超球隊曼城外借到英冠球隊史篤城。

## 球會生涯
梅巴馬出生於紐漢姆，八歲時加入韋斯咸。2021年10月28日，梅巴馬與球會簽署他的第一份職業合約。2022年11月3日，梅巴馬在歐協聯對陣羅馬尼亞球會布加勒斯特星隊的比賽中首次代表韋斯咸上陣。韋斯咸以3-0贏得比賽，梅巴馬的頭球被布加勒斯特星隊的約茨金·達瓦轉方向射入自家球門，為韋斯咸射入該場比賽第二個入球。
2023年3月16日，他在歐協聯的比賽以4-0擊敗AEK拉亞拿卡足球會的比賽中替補上場，射入個人在首個正式比賽入球。
梅巴馬是贏得2023年青年足總盃冠軍的韋斯咸U21球隊成員，該隊於2023年4月在酋長球場以5-1擊敗阿仙奴。梅巴馬在四強對修咸頓的比賽中上演帽子戲法，獲得本屆賽事神射手。

## 國際賽生涯
梅巴馬出生於英格蘭，並具有剛果民主共和國血統。他曾代表英格蘭參加15歲以下、16歲以下、18歲以下、19歲以下級別的比賽。
2023年10月12日，梅巴馬在英格蘭U20客場以0-2輸給羅馬尼亞的比賽中首次上陣。

## 個人生活
梅巴馬就讀於森林門的聖文德學校。

## 生涯統計
最後更新：於2023年12月17日進行比賽後
| 球會      | 球季     | 聯賽     | 聯賽 | 聯賽 | 英格蘭足總盃 | 英格蘭足總盃 | 英格蘭聯賽盃 | 英格蘭聯賽盃 | 歐洲賽 | 歐洲賽 | 其他 | 其他 | 總數 | 總數 |
| 球會      | 球季     | 組別     | 出賽 | 進球 | 出賽         | 進球         | 出賽         | 進球         | 出賽   | 進球   | 出賽 | 進球 | 出賽 | 進球 |
| --------- | -------- | -------- | ---- | ---- | ------------ | ------------ | ------------ | ------------ | ------ | ------ | ---- | ---- | ---- | ---- |
| 韋斯咸U21 | 2022–23  | —        | —    | —    | —            | —            | —            | —            | —      | —      | 2    | 0    | 2    | 0    |
| 韋斯咸U21 | 2023–24  | —        | —    | —    | —            | —            | —            | —            | —      | —      | 2    | 2    | 2    | 2    |
| 韋斯咸    | 2022–23  | 英超     | 3    | 0    | 1            | 0            | 0            | 0            | 2      | 1      | —    | —    | 6    | 1    |
| 韋斯咸    | 2023–24  | 英超     | 3    | 0    | 0            | 0            | 1            | 0            | 4      | 0      | —    | —    | 8    | 0    |
| 生涯總計  | 生涯總計 | 生涯總計 | 6    | 0    | 1            | 0            | 1            | 0            | 6      | 1      | 4    | 2    | 18   | 3    |

1. 1 2  在英格蘭足球聯賽錦標賽出賽
2. ↑  在歐協聯出賽
3. ↑  在歐霸盃出賽

## 榮譽
韋斯咸U18
- 足總青年盃: 2022–23（英语：2022–23 EFL Trophy）[18]
- 英超U18南部聯賽（英语：Professional Development League）: 2023[19]

韋斯咸
- 歐協聯冠軍 : 2022-23[20]

個人
- 韋斯咸年度最佳青年球員: 2022–23（英语：2022–23 West Ham United F.C. season）[21]